# عوز الأدينين فوسفوريبويل ترانسفيراز
عوز الأدينين فوسفوريبويل ترانسفيراز هو اضطراب استقلابي وراثي جسدي متنح مرتبط بطفرة في إنزيم الأدينين فوسفوريبويل ترانسفيراز.

## العلامات والأعراض
يعاني معظم المرضى المصابين بعوز الأدينين فوسفوريبويل ترانسفيراز من نوبات متكررة من حصيات كلوية لا تظهر باستخدام التصوير بالأشعة السينية. رغم ذلك، يمكن اكتشافها بسهولة من خلال طرائق التصوير الطبية الأخرى مثل التصوير باستخدام الموجات فوق الصوتية أو التصوير المقطعي المحوسب. قد تظهر أعراض الفشل الكلوي لدى مجموعة قليلة من المرضى. يرتبط وجود الحصيات الكلوية بآلام في الخاصرة أو البطن، بينما تكون الأعراض المرتبطة بالفشل الكلوي غير نوعية إلى حد كبير، ومثال عليها: زيادة التعب والضعف ونقص الشهية وفقدان الوزن. قد يعاني الأطفال المصابون بالمرض من أعراض مشابهة. وفي الأطفال الصغار، يمكن أن يسبب عوز الأدينين فوسفوريبويل ترانسفيراز بقع بنية مُحمَّرة في منطقة الحفاض.

## علم الوراثة

يملك عوز الأدينين فوسفوريبويل ترانسفيراز نمط وراثي جسدي متنحي.

يورث عوز الأدينين فوسفوريبويل ترانسفيراز بطريقة جسدية متنحية؛ وهذا يعني أن الجين المعيب المسؤول عن الاضطراب موجود على كروموسوم جسدي، وأن الإصابة بهذا الاضطراب تتطلب نسختين من الجين المعيب (نسخة موروثة من كلا الوالدين). قد يحمل والدا الفرد المصاب باضطراب جسدي متنح نسخة واحدة من الجين المعيب. ولهذا، لا يعاني هذان الوالدان عادةً من أي علامات أو أعراض هذا الاضطراب.

### الصفات
يؤدي الاضطراب إلى تراكم البيورين 2- 8- ديهيدروكسيدينين غير القابل للذوبان. هذا قد يؤدي إلى تحصي الكلية والقصور الكلوي الحاد وتلف الكلى الدائم.
سُجِّلَ أكثر من 300 شخص مصاب بهذا المرض في جميع أنحاء العالم ولكن من غير المعروف مدى شيوع هذه المشكلة الطبية حقًا. يفتقر المرضى إلى إنزيم الأدينين فوسفوريبويل ترانسفيراز وبالتالي يواجهون صعوبات في تكسير مواد غذائية تسمى بيورينات، ما يؤدي إلى تراكم مركب يسمى 2-8-ديهيدروكسيدينين تطرحه الكليتان. يملك نحو 70% من المرضى المصابين شعرًا أحمر أو أقارب بلون شعر أحمر.